# 15. brigada vojaškega letalstva in zračne obrambe Slovenske vojske
15. brigada vojaškega letalstva in zračne obrambe Slovenske vojske (kratica: 15. PVL SV) je osrednja letalska formacija Slovenske vojske.

## Zgodovina
Njegovo poslanstvo je izvajanje nadzora in varovanja zračnega prostora Republike Slovenije, zračna podpora PE SV, sodeluje v sistemu zaščite, reševanja in pomoči ter izgrajuje zmogljivosti za delovanje v operacijah KFOR in UNIFIL, modula za lahko bojno bataljonsko skupino in integracijo v strukturo zavezniških sil s področja nadzora in kontrole skupnega zračnega prostora držav članic zavezništva in zračnega prostora RS. Sestavljajo ga 151. helikopterska eskadrilja, 152. letalska eskadrilja, 153. letalsko-tehnična eskadrilja, Letalska šola Slovenske vojske, 107. letalska baza in 16. center za nadzor in kontrolo zračnega prostora. Opremljena je s helikopterji različnih tipov He Bell 412 in Eurocopter AS532 Cougar, z letali Pilatus PC-9M Hudournik, Pilatus PC-6, Turbolet in Dassault Falcon 2000 EX.

## Poveljstvo
Poveljnik
- podpolkovnik Janez Gaube (5. september 2019 - danes)
- polkovnik Bojan Brecelj (? - 2019)

## Organizacija
- Poveljstvo sil Slovenske vojske
- letalska tehnična eskadrilja SV
- helikopterska večnamenska eskadrilja Slovenske vojske
- letalska bojna eskadrilja Slovenske vojske
- letalsko-helikopterski oddelek Slovenske vojske
- šolska trenažna eskadrilja Slovenske vojske
- letalski transportni oddelek Slovenske vojske
- 16. Center za nadzor in kontrolo zračnega prostora
- šolski padalski oddelek Slovenske vojske